# Жирный (альбом)
«Жирный» — первый сольный альбом российского рэп-исполнителя Вити АК, участника рэп-группы «АК-47». Альбом был издан 1 июня 2012 года на лейбле Gazgolder.
В 2010 году после выхода альбома «Два в одном», который был записан совместно с Tip’ом, Витя начинает задумываться о написании сольного альбома, но на какое-то время проект был приостановлен в связи с выходом альбома «2В12», который тоже был записан с Tip’ом. Первое заявление о выходе альбома было в одном из интервью Виктора в конце 2011 года. 28 марта 2012 года на сайте «Газгольдера» появляется семплер альбома «Жирный». В большинстве треков с альбома звучит музыка от Tip’a, и Ноггано.

## Общая информация
- В альбом вошло семнадцать треков[3].
- На альбоме приняли участие рэперы Баста / Ноггано, Guf, Пика, группы «Триагрутрика», «Рыночные Отношения» и Максим АК, который принял участие в 9 из 17 треков.
- На песни «Убирай от интернета»[4], «Еду в Ленинград»[5] и «Я и ты»[6] сняты видеоклипы.
- На альбоме всего 6 сольных треков Вити — это «Апокалипсис», «Все МС», «Сага „Вспомни обо мне“», «Я пою», «Сегодня лучше чем вчера» и «Я и ты».

## Список композиций
| №   | Название                                                      | Текст песни                                     | Музыка                              | Длительность |
| --- | ------------------------------------------------------------- | ----------------------------------------------- | ----------------------------------- | ------------ |
| 1.  | «Читали Нажимав На Запись» (feat. Макси АК)                   | Витя АК, Макси АК                               | Beat Maker Tip, DJ Mixoid           | 4:54         |
| 2.  | «Давно Не Открывал» (feat. Макси АК)                          | Витя АК, Макси АК                               | Витя АК, Beat Maker Tip, Ноггано    | 3:03         |
| 3.  | «Апокалипсис»                                                 | Витя АК                                         | Ноггано                             | 4:19         |
| 4.  | «Все Что В Жизни Есть У Меня» (feat. Макси АК, Ноггано)       | Витя АК, Ноггано, Макси АК                      | Ноггано                             | 5:11         |
| 5.  | «Еду В Ленинград» (feat. Макси АК)                            | Витя АК, Макси АК                               | Beat Maker Tip                      | 2:48         |
| 6.  | «Все МС»                                                      | Витя АК                                         | Muza Skat, DJ Mixoid                | 4:57         |
| 7.  | «Напевали Наши Слова» (feat. Макси АК)                        | Витя АК, Макси АК                               | Витя АК, Ноггано, DJ Mixoid         | 3:07         |
| 8.  | «Круто Верить В Чудеса» (feat. Макси АК, Баста)               | Витя АК, Макси АК, Баста                        | Баста, Витя АК                      | 3:23         |
| 9.  | «Ох*енный Рэп» (feat. Ноггано, Пика)                          | Ноггано, Витя АК, Пика                          | Ноггано, DJ Beka                    | 6:58         |
| 10. | «Сага «Вспомни Обо Мне»»                                      | Витя АК                                         | Ноггано, Витя АК                    | 4:16         |
| 11. | «Я Пою»                                                       | Витя АК                                         | Кузов, Cucumble, Витя АК, DJ Mixoid | 3:11         |
| 12. | «Сегодня Лучше Чем Вчера»                                     | Витя АК                                         | Beat Maker Tip, Витя АК             | 3:12         |
| 13. | «Убирай От Интернета» (feat. Макси АК)                        | Витя АК, Макси АК                               | Sample brezars beat                 | 4:29         |
| 14. | «Я и Ты»                                                      | Витя АК                                         | Ноггано                             | 2:53         |
| 15. | «Вместе За Одним Столом» (feat. Макси АК, Рыночные отношения) | Румяный, Витя АК, Бразилец, Макси АК            | Beat Maker Tip, Витя АК             | 4:00         |
| 16. | «Пока Есть О Чём Сказать» (feat. Guf)                         | Витя АК, Guf                                    | Ноггано, Beat Maker Tip, Витя АК    | 3:08         |
| 17. | «Хапну Рап» (feat. Триагрутрика)                              | Витя АК, Jahmal, Макси АК, Vibe, Puza, Ingushit | DJ PuzaTGK                          | 6:38         |

## Участники записи
- Слова:
Витя АК (1—17)
Макси АК (1—2, 4-5, 7—8, 13, 15, 17)
Баста а.к.а Ноггано (4, 8—9)
Бразилец (15)
Румяный (15)
Guf (16)
Vibe (17)
Ingushit (17)
Jahmal (17)
Puza (17)
- Музыка:
Баста а.к.а Ноггано (2—4, 7—10, 14, 16)
Beat Maker Tip (1—2, 5, 12, 15—16)
Витя АК (2, 7—8, 10—12, 15—16)
Muza Skat (6)
Кузов (11)
Cucumber (11)
Sample Brazars Beats (13)
DJ PuzaTGK (17)
скретчи: 
DJ Mixoid (1, 6—7, 11)
DJ Beka (9)

## Рецензии
- Рецензия альбома от Rap.ru